# Сабуров (фамилия)
Сабу́ров — русская фамилия, которая встречается на Руси начиная с XV века.

## Этимология
Возможно, что происхождение фамилии связано с татарским словом «сабыр» — терпеливый, выносливый. Это слово было попало в татарский язык из арабского, где имеет аналогичный смысл.
Также словом «сабур» обозначали горький сок столетника (алоэ), который издревле применялся как лечебное средство. По аналогии с этим горьким напитком сабуром называли язвительного и едкого человека. Однако, этот вариант происхождения фамилии Сабуров сомнителен.
Родословная дворянской фамилии Сабуровых связана с князем Четом, который был крещён под именем Захарий. Один из его правнуков носил имя Федор Иванов сын Сабур. Татарское происхождение его рода отражено на фамильном гербе, который имеет стрелу, копьё и ятаган. 